# Vollersode
Vollersode település Németországban, azon belül Alsó-Szászország tartományban. Lakosainak száma 3044 fő (2023. december 31.). Vollersode Gnarrenburg, Holste és Hambergen községekkel határos.

## Népesség
A település népességének változása:
| Lakosok száma | 2841 | 2813 | 2828 | 2947 | 3013 | 3044 |
|               | 2016 | 2017 | 2019 | 2021 | 2022 | 2023 |